# Malinowszczyzna (powiat bialski)
Malinowszczyzna – kolonia w Polsce położona w województwie lubelskim, w powiecie bialskim, w gminie Łomazy.
W latach 1975–1998 miejscowość należała administracyjnie do województwa bialskopodlaskiego.
Według spisu powszechnego z roku 1921 miejscowość Malinowszczyzna, kolonia w gminie Lubenka II posiadała 2 domy i 15 mieszkańców.